# Gustaf Aldén
Gustaf Alfred Aldén, född 16 september 1852 i Mederyd, Alseda socken, död den 23 september 1927 i Stockholm , var en svensk skolman och tidningsman.

## Biografi
Aldén blev 1874 student vid Uppsala universitet, och tog 1878 en filosofie kandidatexamen. Aldén blev samma år lärare vid norra Kalmar läns folkhögskola i Södra Vi, vilkens föreståndare han var 1880-1889. Han studerade 1888 vallagarnas praktiska tillämpning i Tyskland och Schweiz. År 1899 blev han redaktionssekreterare i Aftonbladet och 1892 medredaktör av tidningens veckoupplaga. 
Aldén påbörjade tidigt en omfattande, populärt lagd skriftställar- och föreläsningsverksamhet. Han gav ut flera böcker, däribland, särskilt uppskattad, Medborgarens bok, som behandlar stats- och kommunalkunskap samt allmän lag och nationalekonomi och utkom i flera upplagor.
Aldén gav vidare ut lageditioner, lagkommentarer, broschyrer och småskrifter, de flesta i en lättfattlig form, med behandling av aktuella frågor om den statliga och kommunala förvaltningen o. d. Bland hans historiska skrifter kan nämnas hans, med kommentarer försedda, utgåva av Lars Johan Hiertas tal och riksdagsanföranden (1913-1917).